# ازداران
ازداران، روستایی است از توابع بخش مرکزی شهرستان مینودشت در استان گلستان ایران.

## جمعیت
این روستا در دهستان چهل‌چای قرار داشته و بر اساس سرشماری سال ۱۴۰۲ جمعیت آن ۱۰۰ نفر (۳۲خانوار)
بوده است.